# Warcraft: Трилогия солнечного колодца
«Трилогия солнечного колодца» (англ. Warcraft: The Sunwell Trilogy) — трёхтомная манхва по мотивам игры World of Warcraft, созданная корейским автором Ким Джэхваном по сценарию Ричарда Кнаака. Опубликован американским издательством Tokyopop в 2005—2007 году. Действие происходит во вселенной, придуманной студией Blizzard Entertainment для компьютерных игр Warcraft. Главными героями являются Калесгос (Kalecgos), синий дракон в человеческом обличье, и таинственная молодая девушка Анвина (Anveena Teague).
В России манхва лицензирована компанией «Комикс-Арт».

## Список томов
| № | В США                | В США              | В России        | В России               |
| № | Дата публикации      | ISBN               | Дата публикации | ISBN                   |
| --- | -------------------- | ------------------ | --------------- | ---------------------- |
| 1 | 8 марта 2005 года    | ISBN 1-59532-712-6 | 2007            | ISBN 978-5-699-24577-2 |
| Название: «Охота на дракона» / англ. Dragon Hunt                                                              |                      |                    |                 |                        |
| 2 | 7 марта 2006 года    | ISBN 1-59532-713-4 | 2008            | ISBN 978-5-699-27322-5 |
| Название: «Тени во льдах» / англ. Shadows of Ice                                                              |                      |                    |                 |                        |
| 3 | 13 марта 2007 года   | ISBN 1-59532-714-2 | 2009            | ISBN 978-5-699-29603-3 |
| Название: «Земли призраков» / англ. Ghostlands                                                                |                      |                    |                 |                        |
| | 16 октября 2007 года | ISBN 142780690X    | 2009            | ISBN 978-5-699-34458-1 |
| Название: Трилогия Солнечного родника. Коллекционное издание / англ. The Sunwell Trilogy — (Ultimate Edition) |                      |                    |                 |                        |